# بلغمان
 بلغمان يطلق هذا الاسم على وجبة موريتانية وصحراوية تعد من طحين الشعير، أو مايعرف محليا "دگيگ المگلي"، تتم عملية طهو الشعير في رمال ساخنة في إناء دائري (غالبا الجزء السفلي من برميل) يعرف محليا باسم "الحوض"، تتم بعد ذلك الغربلة لإزالة الشوائب وحبيبات الرمل الملتصقة بحبات الشعير وبعد ذلك طحنه ليصبح جاهزا للإستعمال.
```
عملية تحضير الوجبة بسيطة وسريعة مما يجعلها وجبة عملية محببة خاصة في مدن الصحراء الغربية 
وموريتانيا
.
```

المكونات: دقيق الشعير، سكر، ماء مغلي.

## طريقة التحضير
ضع كمية من دقيق الشعير في إناء معدني أضف الكمية المناسبة من السكر
تم أفرغ الماء المغلي مع عصد الخليط بقوة وبطء ليتمازج ويتحول إلى الشكل النهائي المتجانس لوجبة بلغمان
يمكن تناول بلغمان مع الحليب أو اللبن الرائب كما يمكن أن يؤدم بزيت الزيتون وفي شمال موريتانيا قد يضيفون إليه مرق اللحم. الأداة المستخدمة في مزج الدقيق بالماء وباقي المكونات هي عصا خشبية قصيرة تكون عادة قطعة من سعف النخل وتسمى المصعاد وهي نفسها المستخدمة في تحضير وجبة العيش.